# Anglický buldok
Anglický buldok, zkráceně jen buldok (anglicky: English Bulldog), je anglické psí plemeno. Dříve se používal ke zvláštním účelům – k zápasům s býky a medvědy. Vznikl křížením mastifů a teriérů. Dnes se buldoci chovají především pro výstavy. Má často zdravotní problémy. Má přátelskou povahu.

## Historie

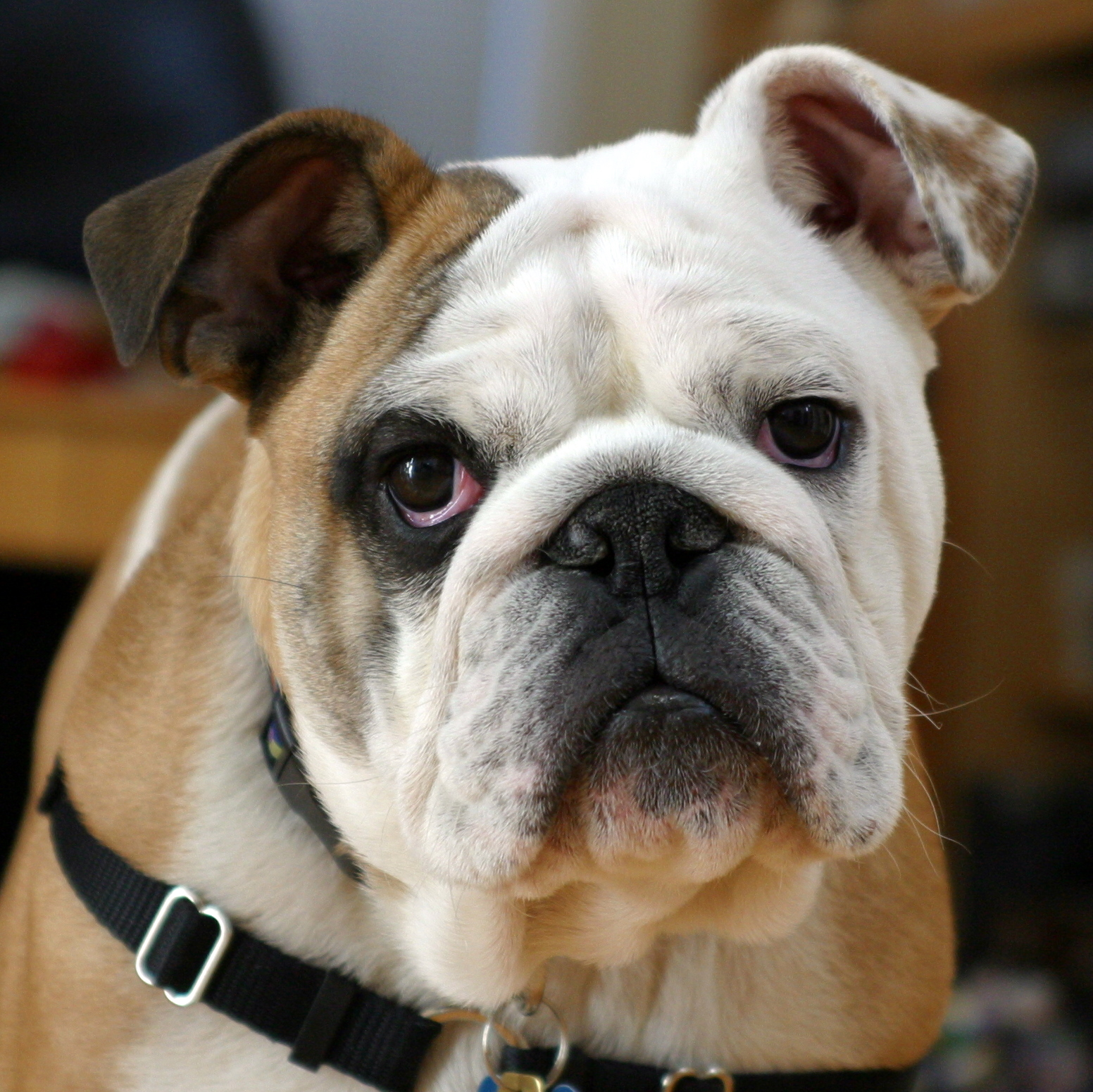
Šestiměsíční štěně

Anglický buldok vznikl již před několika staletími na území Anglie z molossoidních psů původem z Asie. První zmínku je možné najít již v roce 1630, v té době ale byl anglický buldok neustálené plemeno. Pokud ale hledáme záznamy o prvních bojových psech, musíme zabrousit až do roku 1500. Nelze s přesností určit, jaká plemena byla předky anglického buldoka, ale pravděpodobně se jedná o tibetskou dogu a již vymřelého babylonského válečného psa. Dlouhou dobu se tito psi využívali v zápasech proti medvědům, kteří však byli přivázáni ke kůlu. Pak byly tyto zápasy zakázány a chovatelé anglických buldoků si museli najít jinou zábavu: například zápasy psů proti psům. Život bojového psa nebyl příliš slavný, zatímco feny rodily další štěňata-bojovníky, psi soupeřili v arénách do věku čtyř až šesti let. Právě v tomto věku se u psů začínají objevovat první známky stárnutí a takto starý pes byl většinou brutálním způsobem utracen nebo jej nechali napospas silnějšímu psovi. I ty ale byly zanedlouho zakázány, konkrétně v roce 1830. V té době začalo buldokům hrozit vyhynutí, protože pro původní využití již byli nepoužitelní. Skupina chovatelů ale nakonec plemeno přetvořila a udělal z něj přátelského společníka. V roce 1860 se anglický buldok vůbec poprvé objevil na výstavě.
Anglický buldok je předkem mnoha další plemen: amerických buldoků, francouzských buldočků, kontinentálních buldoků...

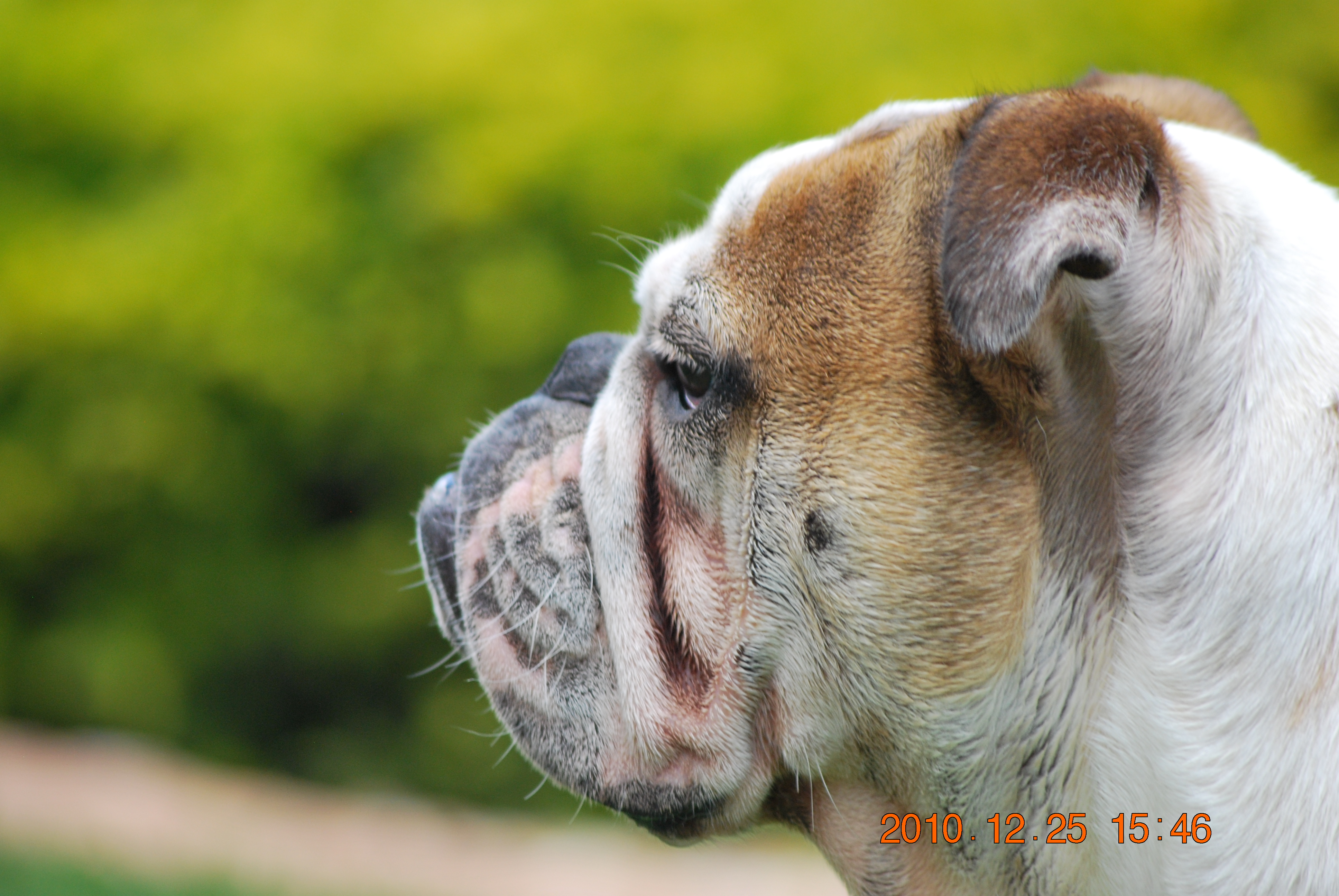
Čenich anglického buldoka

## Vzhled
Anglický buldok je podsadité psí plemeno široké, silné a kompaktní postavy. Konstrukce je těžká, ale dobře osvalená. Samotné tělo je krátké a přestože se může zdát, že je pes obézní, většinou se jedná jen o vrásky. Srst, která pokrývá celé tělo, je velmi krátká, hustá, přiléhavá. Samotná kůže ale tvoří téměř po celém těle vrásky, především na hlavě, krku a zádech. Srst mívá různá zbarvení, avšak nejčastější je bílý podklad se světle hnědými znaky. Vyskytuje se ale i zbarvení žíhané nebo béžové. Přestože se tito psi mohou zdát velmi těžcí, jejich váha se pohybuje okolo 22 kg.
Hlava je krátká, v poměru mozkovny ku čumáku 3:1. Čelo je ploché se záhyby kůže. Čenich se může zdát placatý, podobně jako je tomu například u mopsů. Stop vyznačený. Uši jsou vysoko nasazené, daleko od sebe, poměrně malé a tenké. Jsou polovztyčené. Oči jsou uloženy hluboko v lebce kulatého, středně velké s tmavě hnědými duhovkami. Čelisti jsou široké a silné, se silným stiskem, k čemuž byl anglický buldok po dlouhá léta šlechtěn. Zuby nesmí být při zavření tlamy vidět. Krk středně dlouhý, mohutný, široký a klenutý. Kůže na něm tvoří nejvíce vrásek. Hruď je velmi široká a silná. Hřbet je poměrně dlouhý, široký, na jeho větší částí jsou vrásky. Ocas je nízko nasazený, kulatý, hladký, středně dlouhý. Pes jej nosí dole. Nohy jsou velmi krátké, mohutné a těžké, zakončené kulatými tlapkami, na kterých jsou silné drápky. Ty mohou být černé i béžové, to záleží na zbarvení.

### Podobná plemena
Anglický buldok je plemeno jedinečné, které lze zaměnit jen těžko. Přesto existuje pár výjimek a jednou z nich je kontinentální buldok. Kontinentální buldok je potomkem anglických buldoků a vznikl díky snaze chovatelů, kteří chtěli vyšlechtit psa povahově podobného anglickému buldokovi, ale s větší kondicí i zdravím. Právě zdraví je totiž často kamenem úrazu u anglických buldoků. Tito psi jsou těžší, s více sportovní a atletickou postavou.
Dalším podobným plemenem je i alapaha, „buldok s modrou krví“, anglicky Alapaha, blue blood bulldog. Jedná se opět o potomka anglických buldoků a bývá jim velice podobný. Alapahy bývají jinak zbarvené, časté je u nich i zbarvení blue merle nebo dvojbarevné oči. Toto psí plemeno je větší a těžší, ale nepůsobí tak těžkopádným dojmem. Není příliš rozšířené, naopak, řadí se mezi vzácná plemena.

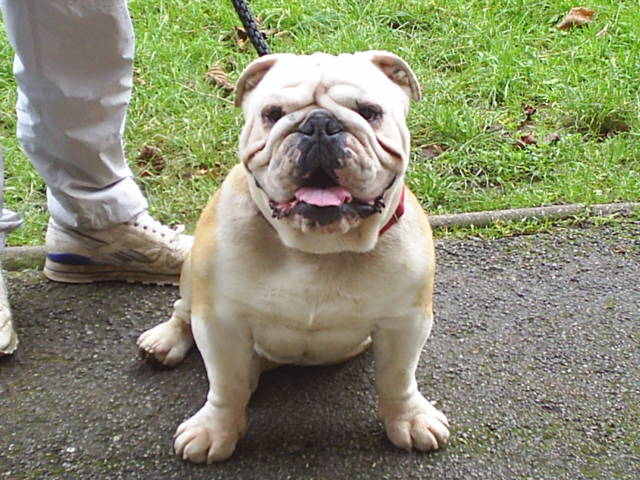
Béžovo-bílý jedinec

## Povaha
Povahově je anglický buldok přátelský, milý, klidný a oddaný pes. Je rozvážný, nikdy nervózní a plný energie. Rozezná přátele od nevítaných cizinců a rozpozná i nebezpečí. Přestože neimponuje velikostí, štěkotem dokáže nahnat strach a v případě nutnosti je schopný svoji rodinu do krve bránit. Jinak se ale k cizím chová přátelsky nebo je ignoruje. Vůči své rodině je oddaný a často je na ni silně fixován, změny nebo odloučení nese špatně a může to skončit až separační úzkostí, což je psychická nemoc, při které pes ničí dům i zahradu, pokud je osamotě. K dětem je přátelský a snese i jejich hry. Přesto může batolatům neúmyslně ublížit, třeba rychlým pohybem nohy, která je poměrně těžká. Ostatní psy ignoruje, do šarvátek se pouští spíše ze strachu. Může být trochu tvrdohlavý, ale nikoliv dominantní. S jinými zvířaty dokáže vycházet, ale je nutné seznámit je spolu již v nízkém věku.

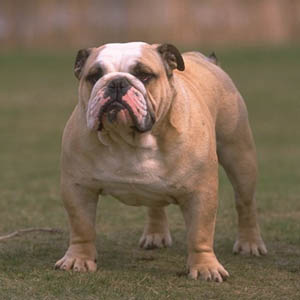

## Nároky na chov
Anglický buldok špatně snáší samotu a nevyhovuje mu venkovní chov v boudě. Naopak se mu dobře daří uvnitř domu a místě v závětří. Je to proto, že špatně snáší odloučení od majitelů a zároveň proto, že srst špatně izoluje proti zimě a chladu. Jeho majitel by měl být vyrovnaný a klidný, protože toto psí plemeno se někdy může chovat tvrdohlavě a v takových chvílích s ním není lehké vycházet. Chovatel může být i začátečník, chov anglického buldoka nevyžaduje příliš znalostí. Naopak by ale měl být dobře finančně zaopatřen, protože tito psi trpí na mnoho poruch a chorob, které vedou i k brzkým úmrtím psů, většina anglických buldoků se nedožívá ani deseti let. Pokud je anglický buldok šťastný, třeba při příchodu majitele domů, často vydává chraplavé zvuky.

## Zdraví
Anglický buldok se neřadí mezi dlouhověká a příliš zdravá plemena. Většina jedinců se v průměru dožívá 8 až 10 let, což je u tak malého plemene značně neobvyklé. Nejčastějším důvodem úmrtí jsou dýchací a srdeční problémy, způsobené stavbou těla. Časté jsou i problémy s očima, konkrétně s vchlípením a vychlípením očního víčka. U mladých jedinců je častá oční choroba i tzv. Harderova žláza neboli třetí víčko. Jedná se o to, že v koutku oka vyhřezne žláza. Její léčení ale není složité ani finančně náročné. U anglických buldoků bývají časté i kožní problémy, způsobené vráskami na těle. Těm lze předejít dobrou a vyváženou stravou nebo vybráním správného jedince dle genetiky. Mezi vráskami vznikne zapařenina, takové místo silně zapáchá a vypadává na něm srst. Kvůli silné produkci ušního mazu se u těchto psů objevuje i zánět zvukovodu. Prevencí je časté čištění uší, při kterém je nadbytečný maz odstraněn.

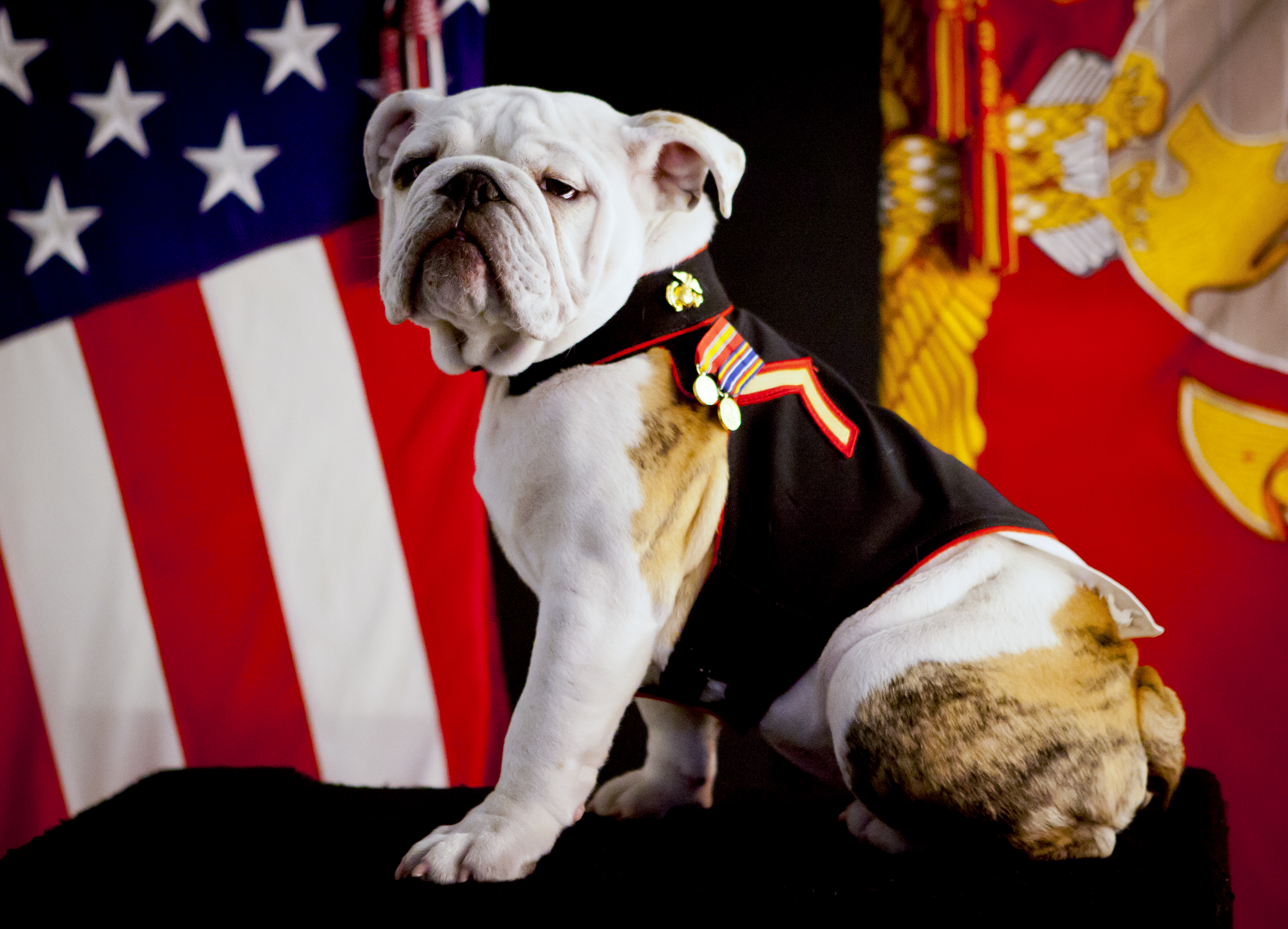
Oficiální maskot Marine Corps

## Anglický buldok v kultuře
Anglického buldoka si většina lidí představí v souvislosti s Johnem Bullem, což je fiktivní postava typického Angličana, se kterým se veřejnost poprvé seznámila v knize Zákon je bezedná jáma. Angličtí buldoci se objevují i v mnoha dalších knihách, třeba v Bílém tesákovi od Jacka Londona, kde se kříženci vlka a psa, zvanému Bílý tesák, postaví v souboji pes anglického buldoka, kterého následně autor knihy popíše jako neústupného, silného a cílevědomého psa. Toto psí plemeno můžeme vidět i ve filmu Garfield 2, kde je popisován jako věrný služebník a pomocník s milou povahou. Anglický buldok je i maskotem mnoho organizací, převážně těch britských. Ať už se jedná o kluby Barnsley FC (fotbal), Batley Bulldogs (rugby) či Birmingham City (fotbal), nebo o univerzity a komerční organizace. Současně je anglický buldok i maskotem některých vládních organizací: United States Air Force Academy, United States Army (3 divise) a United States Marine Corps.